# КНДР на зимних Азиатских играх 2011
На Зимних Азиатских играх 2011 года КНДР представляли 32 спортсмена, выступавших в 4 видах спорта.

## Медалисты

### Бронза
| Бронза |                     |                         |
| №      | Спортсмены          | Вид спорта (дисциплина) |
| 1      | Ли Чихян Тхэ Вонхёк | Фигурное катание (пары) |